# Hürbener Straße 32

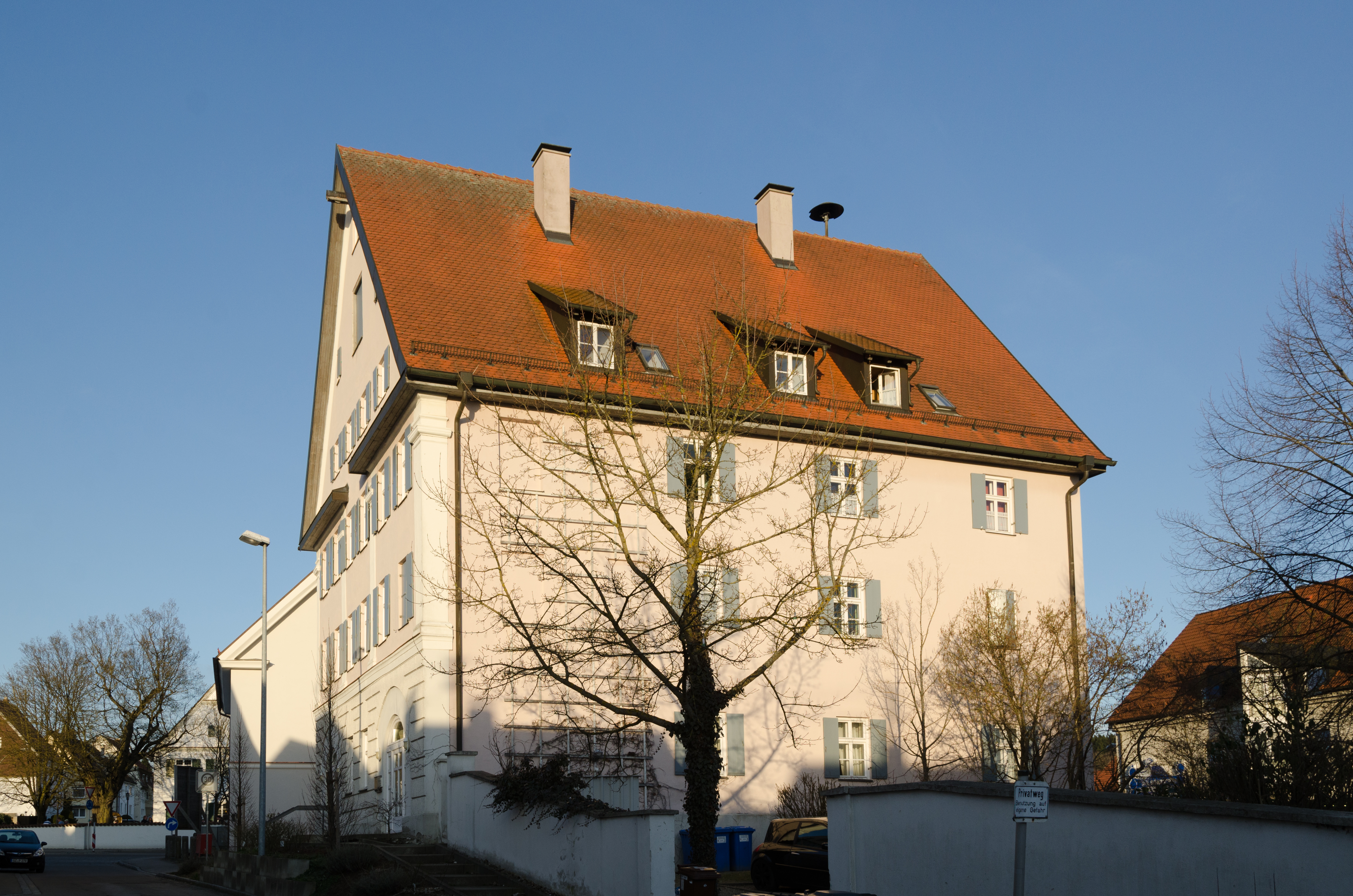
Gebäude Hürbener Straße 32 in Hürben

Das Gebäude Hürbener Straße 32, das sogenannte Rixner-Haus, in Hürben, einem Stadtteil von Krumbach im schwäbischen Landkreis Günzburg in Bayern, wurde im dritten Viertel des 19. Jahrhunderts errichtet. Das ehemalige Wohn- und Geschäftshaus ist ein geschütztes Baudenkmal.
Der dreigeschossige Satteldachbau mit vier zu fünf Fensterachsen wurde für eine jüdische Familie errichtet. Aufgrund der drei Geschosse und des steilen Satteldachs überragt das Haus die meisten Häuser Hürbens und ist damit eines der prägenden Gebäude des ehemaligen Dorfkerns.
Das Haus wird giebelseitig im Sockelgeschoss von einer Nutrustika und in den beiden Obergeschossen von Pilastern gegliedert. Breite verputzte Gesimsbänder schaffen die horizontale Gliederung. Bei der Renovierung in den 1990er Jahren blieb die historische Grundrissdisposition erhalten, z. B. die beiden rundbogigen Einfahrtstore zu den ehemaligen Remisen sowie die um die zentral gelegene Diele angelegten Wohnräume in den Obergeschossen.
Bei einer Befunduntersuchung der Innenräume wurden zahlreiche Schablonenmalereien mit Jugendstilmotiven (um 1900) entdeckt.